# Валуйко, Герман Георгиевич
Валуйко, Герман Георгиевич (1 августа 1924, Тифлис, Грузия — 9 февраля 2012, Ялта, Украина) — советский и украинский учёный-винодел, доктор технических наук (1972), профессор (1976), почётный академик Крымской академии наук, член-корреспондент Швейцарской академии вина, президент Союза виноделов Крыма (1995—2012), лауреат золотой медали Л.С. Голицына и почётного диплома, почётный гражданин городов Ялта и Дербент.
Автор более 350 научных работ по виноделию, из них 22 книги: Технология столовых вин (1969), Биохимия и технология красных вин (1973), Современные способы производства виноградных вин (1984) (диплом и медаль Международной организации винограда и вина), «Технология виноградных вин» (2001) и другие.

## Биография
Герман Георгиевич Валуйко родился 1 августа 1924 года в Тбилиси. В 1942 году с отличием закончил 10 классов и призван в армию. Он был направлен на обучение в Гурьевское военно-пехотное училище. В мае 1943 года отправлен на фронт, а в июне получил тяжёлое ранение. После ранения вновь вернулся в армию и прошёл свой боевой путь до Дня Победы, который встретил в городе Котбусе в Германии. Был награждён 2 орденами: «Отечественной войны II степени», «За мужество» и 13 медалями, из них медалью «За победу над Германией в Великой Отечественной войне 1941—1945 годах», медалью «Г.К Жукова», медалью «Защитник Отечества».
В 1946 году демобилизован из армии.
В 1947—1952 годах Герман Георгиевич обучался в Московском технологическом институте пищевой промышленности, по специальности технолог-винодел. Заведующими кафедрой виноделия, на которой он обучался, были профессора Герасимов М.А и Фролов-Багреев А.М.
С 1952 по 1955 года проработал на «Харьковском заводе шампанских вин» в должности начальника цеха виноматериалов.
В 1955 году поступил в аспирантуру на очное отделение во Всесоюзный научно-исследовательский институт «Магарач». Проходил обучение до 1958 года. Активное развитие в СССР виноградарства и виноделия требовало от промышленных предприятий винодельческой отрасли наличие высокотехнологичных и высокопроизводительных мощностей по первичной и вторичной переработки виноматериалов. Поэтому Герман Георгиевич занимался изучением химических и технологических процессов выработки столовых, шампанских виноматериалов в железобетонных и металлических резервуарах ёмкостью от 1000 до 100000 декалитров. В последующем данные исследования были использованы им при защите диссертации в 1959 году. Его руководителем был доктор технических наук, профессор В.И Нилов.
С 1958 года работал в НИВиВ «Магарач» занимая различные должности: младший научный сотрудник (1958 год), старший научный сотрудник (1960 год), заведующий отделом технологии (1961—1964 годах), заместитель директора по научной работе (виноделие) (1964—1995 годах), консультант дирекции (1995—2000 годах), главный научный сотрудник (2000 год).
В 1959 году Герман Георгиевич защитил диссертацию на соискание учёной степени кандидата технических наук (тема: «Исследование некоторых химических и биохимических процессов при брожении в железобетонных резервуарах»), в 1972 году защитил докторскую диссертацию (тема: «Биохимические основы технологий красных вин»), а в 1976 году ему присвоено учёное звание профессора.
Герман Георгиевич вместе с учёными: Преображенским А. А., Белогуровым Д. М. и Ниловым В. И. проводил исследования по теории поточного брожения виноградного сусла, по результатам которых была разработана установка непрерывного брожения сусла «Украинская». Данная установка на протяжении 20 лет эксплуатировалась на заводах первичного виноделия Крыма (Совхоз-завод «Виноградный» и «Изумрудный» и т. д.). По поручению Министерства пищевой промышленности СССР Всесоюзному НИИВиВ «Магарач», он участвует в разработке новейшего высокотехнологического оборудования для заводов первичного виноделия. В результате произведённых работ под руководством Германа Георгиевича разработана первая в СССР поточная линия переработки винограда с валковой дробилкой ВПЛ-10К, которая имела производительность 10 тонн/час и ряд другого новейшего оборудования для винодельческих предприятий.
В 1995 году Герман Георгиевич инициировал создание профессиональной организации «Союза виноделов Крыма» и был избран её президентом. Он занимал эту должность с 1995 по 2012 года.
Герман Георгиевич проработал в винодельческой отрасли более 55 лет. Им получено 50 авторских свидетельств на изобретения. Герман Георгиевич создал научную школу состоящую из нескольких поколений учёных-виноделов (9 докторов и 39 кандидатов наук).

## Семья
Жена - винодел и биохимик, профессор Датунашвили, Елена Николаевна. Сын, дочь.

Бюст винодела на территории института Магарач в Ялте

## Научные работы
Автор более 350 научных работ (из них 22 книги) в области виноделия, некоторые из которых переведены на иностранные языки.
В 1969 году он написал свою первую книгу «Технология столовых вин», в которую вошли материалы кандидатской диссертации. Книга также переведена на грузинский и молдавский языки.
В 1973 году была выпущена монография «Биохимия и технология красных вин», в её основу вошёл материал докторской диссертации и другие исследования.
В 1984 году была издана книга «Современные способы производства виноградных вин», написанная учёными: Муждабой Ф. (Румыния), Кадаром Д. (Венгрия) и другими. Герман Георгиевич стал автором главы по виноделию СССР и редактором всей книги. Все создатели книги были награждены почётным дипломом и медалью Международной организации винограда и вина.
В 1988 году за работу над редакцией 3-томной «Энциклопедии виноградарства», изданной в 1986—1987 годах Герману Георгиевичу и авторам энциклопедии была присуждена Государственная премия Молдавии.
В 2001 году выпущена книга в соавторстве с профессором Шольц-Куликовым Е. П. «Теория и практика дегустации вин», получившая признание виноделов.
Изданная в 2001 году книга «Технология виноградных вин», содержащая в себе 50-летний опыт Германа Георгиевича в области виноделия. Книга создана таким образом, чтобы дать ответ на любой возникший у винодела вопрос. Книга была востребована у работников винодельческих предприятий Украины и других стран СНГ.

## Вина НИВиВ «Магарач»
В своей научной деятельности Герман Георгиевич большое внимание уделял исследованиям технологии красных вин. Он работал с красными сортами винограда: Алеатико, Саперави, Каберне-Совиньон и другими. Герман Георгиевич совместно с Семаковым В. П. (главным виноделом НИВиВ «Магарач» 1978—2008 годах) и Косюрой В. Т. создал 23 марки вин НИВиВ «Магарач»: сухие (столовые): «Алиготе Предгорное», «Мцване Альминское», «Рубиновый Магарача», «Ркацители Вилино», «Кульджинское», «Херес сухой Магарач», «Совиньон», «Молодое белое», «Молодое красное»; полусухое «Ялта»; полусладкое «Ласточкино гнездо»; крепкие: «Мадера Альминская», «Херес Крепкий»; десертные: «Джалита», «Бастардо Магарачский», «Сердолик Тавриды», «Пасхальное», «Юбилейное»; жемчужные: «Аутка», «Форос» и другие.

## Почётные звания и награды
- Заслуженный деятель науки и техники Украинской ССР (1978 год)
- Лауреат Государственной премии Молдавской ССР (1988 год)
- Лауреат Государственной премии Украины в области науки и техники (1992 год)
- Лауреат Почётного знака Президента Украины (1995 год)
- Лауреат премии АР Крым (1999 год)
- Лауреат ордена «За заслуги II степени»
- Почётный академик Крымской академии наук
- Почётный гражданин городов Ялта и Дербент
- Лауреат золотой медали Л.С Голицына и почётного диплома[1][2][4]